# Хејлсајт (Њујорк)
Хејлсајт (енгл. Halesite) насељено је место без административног статуса у америчкој савезној држави Њујорк.

## Демографија
По попису из 2010. године број становника је 2.498, што је 84 (-3,3%) становника мање него 2000. године.
| Група             | 2000.         | 2010.         |
| Белци             | 2.413 (93,5%) | 2.312 (92,6%) |
| Афроамериканци    | 41 (1,6%)     | 20 (0,8%)     |
| Азијати           | 24 (0,9%)     | 38 (1,5%)     |
| Хиспаноамериканци | 80 (3,1%)     | 106 (4,2%)    |
| Укупно            | 2.582         | 2.498         |